# Maja Jakobsen
Maja Jakobsen (født 28. marts 1990 i Raufoss) er en norsk håndboldspiller, der spiller for Storhamar HE. Hun kom til klubben i 2019. Hun har tidligere optrådt for danske Odense Håndbold og Byåsen IL i hjemlandet. 
Hun fik debut på det norske A-landshold i 2012 og deltog også under EM i håndbold 2014 i Ungarn/Kroatien. 
Jakobsen blev kåret til sæsonens bedste højre back i REMA 1000-ligaen i sæsonen 2020/21.
Hun er desuden kærester med tidligere fodboldspiller bosnisk-hercegovinsk Eldar Hadžimehmedović, med hvem hun også har to børn med.